# Eucyanoides investigatorum
Eucyanoides investigatorum là một loài bướm đêm thuộc phân họ Arctiinae, họ Erebidae.